# Martin Heinrich (Politiker)

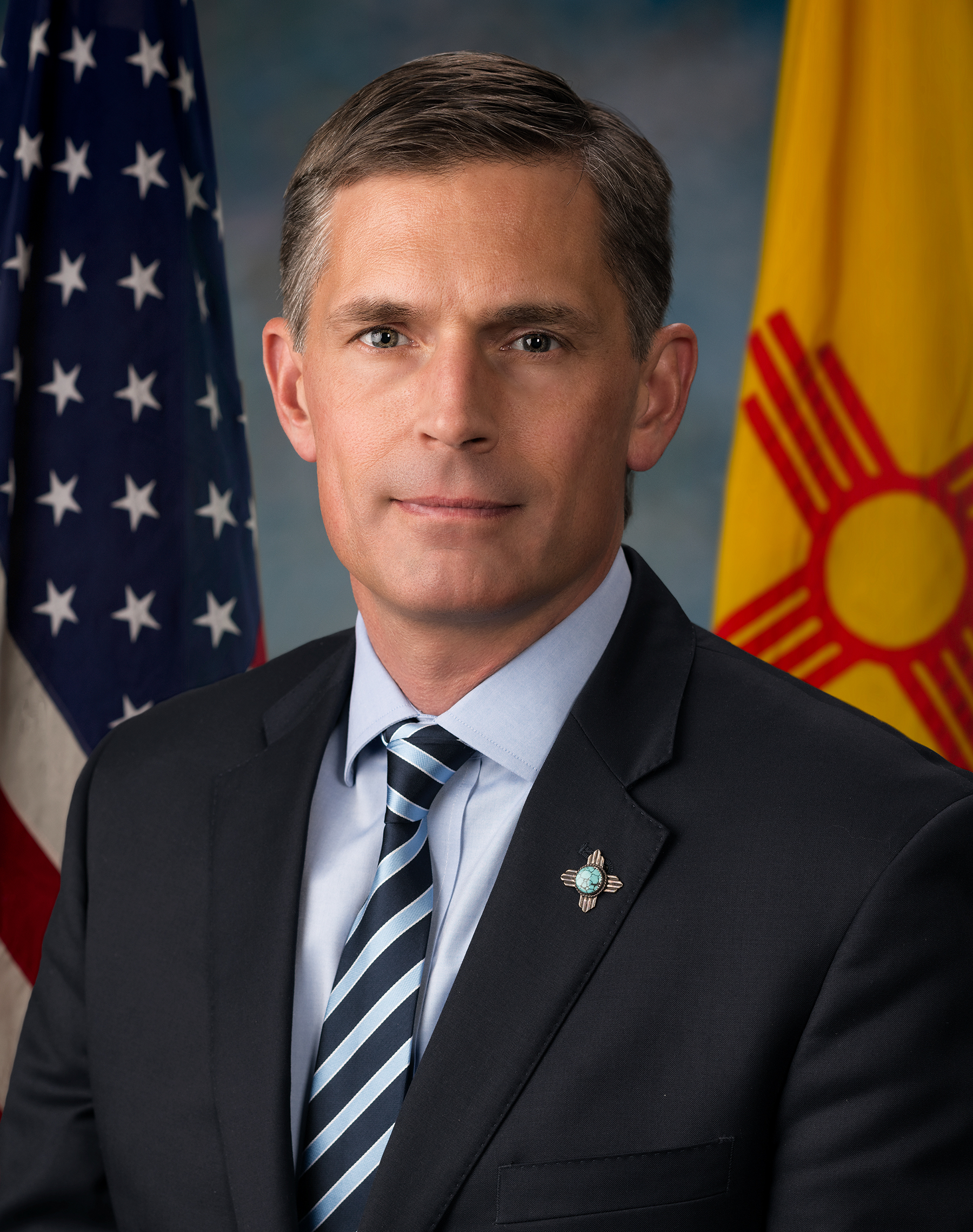
Martin Heinrich (2019)

Martin Trevor Heinrich (* 17. Oktober 1971 in Fallon, Churchill County, Nevada) ist ein amerikanischer Politiker der Demokratischen Partei. Von 2009 bis 2013 vertrat er den ersten Distrikt des Bundesstaats New Mexico im Repräsentantenhaus. Seit 2013 vertritt er den Sitz der Klasse 1 im Senat der Vereinigten Staaten.

## Familie, Ausbildung und Beruf
Martin Heinrich besuchte bis 1995 die University of Missouri in Columbia, wo er einen Bachelor of Science in Maschinenbau erwarb. Anschließend studierte er zwischen 2001 und 2002 das Ingenieurwesen an der University of New Mexico in Albuquerque. Danach war er Geschäftsführer der Cottonwood Gulch Foundation, einer gemeinnützigen Stiftung mit dem Ziel, die Jugend auf die Natur und die Umwelt aufmerksam zu machen. Außerdem gründete Heinrich ein eigenes Beratungsunternehmen. Er arbeitete zwischenzeitlich auch für das AmeriCorps beim US Fish and Wildlife Service.
Mit seiner Frau Julie hat Martin Heinrich zwei Kinder. Er lebt in Albuquerque.

## Politische Laufbahn
Heinrich ist Mitglied der Demokratischen Partei. Zwischen 2003 und 2007 gehörte er dem Stadtrat von Albuquerque an. Er setzte sich für eine Anhebung des Mindestlohns, die Schaffung neuer Arbeitsplätze und die Nutzung alternativer Energien wie Wind- und Solarkraft ein. Im Jahr 2006 war er Vorsitzender des Stadtrats. Bei der Kongresswahl 2008 setzte sich Heinrich für die Demokraten mit 55 Prozent der Stimmen gegen den Republikaner Darren White durch und löste Heather Wilson im US-Repräsentantenhaus ab, die sich erfolglos für den US-Senat beworben hatte. Heinrichs Wahlsieg entsprach dem nationalen Trend zugunsten der Demokraten, der in Barack Obamas Wahl zum Präsidenten gipfelte. Ab 2009 war Martin Heinrich Abgeordneter im Kongress und wurde 2010 mit 51,8 % wiedergewählt. Er war dort Mitglied im Committee on Armed Services und im Committee on Natural Resources.
Nachdem der langjährige US-Senator Jeff Bingaman bekanntgegeben hatte, 2012 nicht erneut zu kandidieren, gab Heinrich im April 2011 bekannt, sich um Bingamans Nachfolge im US-Senat zu bewerben. Bei der Wahl am 6. November 2012 konnte er sich gegen seine republikanische Vorgängerin im Repräsentantenhaus, Heather Wilson, durchsetzen und trat am 3. Januar 2013 sein neues Amt an. Der politisch als moderat links der Mitte Stehende hat sich schnell den Ruf eines aufstrebenden kommenden Stars der Demokraten erworben und wurde gelegentlich als möglicher Running Mate der Präsidentschaftskandidatin Hillary Clinton genannt. Er hatte sich schon im Juli 2014, Monate vor der Bekanntgabe von Clintons Kandidatur, für sie ausgesprochen.
Bei der Wahl 2018 galt Heinrich als klarer Favorit gegen seinen republikanischen Mitbewerber Mick Rich. Im August erklärte Gary E. Johnson, der zuvor für die Republikaner Gouverneur des Bundesstaates und 2012 und 2016 Präsidentschaftskandidat der Libertarian Party gewesen war, für die Libertären als dritter Kandidat anzutreten. Erwartungen politischer Beobachter, dass Heinrichs Wahlaussichten dadurch gefährdet werden könnten, bestätigten sich nicht, da Umfragen Heinrich einen weiten Vorsprung gegenüber sowohl Rich als auch Johnson gaben. Dieser lehnte ein Ausscheiden aus dem Wahlkampf, um das ihn die Republikaner gebeten hatten, im September ab. Heinrich gewann die Wahl mit 51 Prozent gegen Rich mit 31 und Johnson mit 15 Prozent.
Seine aktuelle, insgesamt zweite Legislaturperiode im Senat der Vereinigten Staaten läuft noch bis zum 3. Januar 2025.

### Ausschüsse
Heinrich ist aktuell Mitglied in folgenden Ausschüssen des Senats:
- Committee on Appropriations
  - Agriculture, Rural Development, Food and Drug Administration, and Related Agencies
  - Energy and Water Development
  - Interior, Environment, and Related Agencies
  - Legislative Branch
  - Military Construction, Veterans Affairs, and Related Agencies Vorsitz
- Committee on Energy and Natural Resources
  - Energy
  - National Parks
  - Public Lands, Forests, and Mining
- Joint Economic Committee Vize-Vorsitz
- Select Committee on Intelligence

## Politische Positionen
Heinrich liegt bei Themen wie Abtreibung (Pro-Choice) und stärkerem Umweltschutz auf der Linie seiner Partei und setzt sich für Belange der Landwirtschaft und Ernährungsindustrie ein. Zugleich hat er aber immer wieder konservativere Positionen bezogen, weshalb er als moderater Demokrat gilt. So hat er sich in Fragen des Waffenbesitzes gegen eine stärkere bundesweite Regulierung ausgesprochen und von der Lobbygruppe National Rifle Association 2010 die Bestnote A (völlige Übereinstimmung) erhalten. Erst spät – während der parteiinternen Vorwahl für den Senatssitz 2012 – hat sich Heinrich für die Gleichstellung gleichgeschlechtlicher Partnerschaften ausgesprochen.
Außenpolitisch hat sich Heinrich mit seinen etwa gleichaltrigen und ebenfalls relativ neuen Senatskollegen Brian Schatz und Chris Murphy durch einen Artikel in Foreign Affairs vom Juni 2015 als Teil einer neuen demokratischen Führungsgeneration in außenpolitischen Fragen präsentiert, die die früheren Schwergewichte der Partei zu dem Thema Joe Biden, John Kerry, Joe Lieberman und Daniel Inouye nach ihrem Ausscheiden aus der Legislative zu ersetzen versucht. Mittels eines neuen „Marshallplans“ für Krisenregionen, dem Bestehen auf der Zustimmung des Kongresses zu jeglichen Militäraktionen und einem Folterverbot sowie größerer Aufmerksamkeit für den Klimawandel soll eine neue „progressive“ Außenpolitik entstehen. Heinrich unterstützt Präsident Obamas Verhandlungslösung im Streit um das iranische Atomprogramm als „historische Chance“.